# (9605) A Coruña
(9605) 1992 AP3 est un astéroïde de la ceinture principale découvert en 1992.

## Description
(9605) 1992 AP3 a été découvert le 11 janvier 1992 à l'observatoire astronomique national de Llano del Hato, situé à Mérida au Venezuela, par Orlando A. Naranjo Villarroel.

### Caractéristiques orbitales
L'orbite de cet astéroïde est caractérisée par un demi-grand axe de 2,41 UA, un périhélie de 1,97 UA, une excentricité de 0,18 et une inclinaison de 2,68° par rapport à l'écliptique. Du fait de ces caractéristiques, à savoir un demi-grand axe compris entre 2 et 3,2 UA et un périhélie supérieur à 1,666 UA, il est classé, selon la JPL Small-Body Database, comme objet de la ceinture principale.

### Caractéristiques physiques
(9605) 1992 AP3 a une magnitude absolue (H) de 14,6 et un albédo estimé à 0,652.